# Frederick Wilding
Frederick Wilding (ur. 20 listopada 1852 w Montgomery, zm. 5 lipca 1945 w Christchurch) – nowozelandzki prawnik, wszechstronny sportowiec i działacz sportowy, ojciec mistrza Wimbledonu i Australasian Championships Anthony’ego Wildinga.
Był synem chirurga Johna Powella Wildinga i Harriet Farmer. Kształcił się w szkołach w Hereford i Shrewsbury, następnie uzyskał przygotowanie do zawodu prawnika i od 1874 praktykował jako radca prawny. Poza pracą zawodową udzielał się w lokalnym środowisku w kilku dyscyplinach sportowych: jako lekkoatleta przez lata dzierżył rekord szkół średnich hrabstwa Herefordshire w skoku w dal, reprezentował zachodnią Anglię w rugby (był brany pod uwagę jako kandydat do reprezentacji Anglii), był mistrzem zachodniej Anglii w wioślarskiej czwórce, uprawiał tenis i boks. 24 czerwca 1879 poślubił w Tupsley Julię Anthony, córkę burmistrza Hereford Charlesa Anthony’ego, i niebawem wraz z żoną wyemigrował do Nowej Zelandii. Małżonkowie osiedlili się w Canterbury. Po przyjęciu do miejscowej palestry Wilding otworzył praktykę w Christchurch, wspólnie z Charlesem Johnem Fosterem. Jako uznany adwokat otrzymał w 1913 tytuł radcy królewskiego.
Również w Nowej Zelandii Wilding pozostawał aktywnym sportowcem, przede wszystkim krykiecistą; jako utalentowany praworęczny batsman i leworęczny slow bowler przez prawie dwadzieścia lat występował w reprezentacji Canterbury, pełniąc także obowiązki kapitana. Grał w barwach Canterbury m.in. w marcu 1888 przeciwko Anglikom, a w latach 1896–1897 znalazł się w składzie reprezentacji Nowej Zelandii. Po mistrzowskie tytuły sięgał także jako tenisista: w latach 1887–1895 był pięciokrotnie mistrzem Nowej Zelandii w grze podwójnej (w parze z R. D. Harmanem), a w 1889 z E. Gordon – mistrzem w grze mieszanej.
Duże zasługi dla rozwoju sportu nowozelandzkiego położył Wilding jako działacz. Był jedną z czołowych postaci młodego związku lekkoatletycznego (New Zealand Amateur Athletic Association). Trzykrotnie stał na czele krajowego związku krykieta (New Zealand Cricket Council), przez 16 lat kierował lokalnym stowarzyszeniem krykieta Canterbury, a przez 41 lat był prezesem Lancaster Park Cricket Club. Przyczynił się do uratowania znanego kompleksu sportowego Lancaster Park, podupadłego finansowo w okresie I wojny światowej. Założył też międzynarodowy kompleks tenisowy Wilding Park w Christchurch na cześć syna Anthony’ego, mistrza Wimbledonu i zdobywcy Pucharu Davisa w barwach Australazji, poległego w walkach we Francji w 1915.
Z małżeństwa z Julią Anthony, zmarłą 28 sierpnia 1936, miał pięcioro dzieci, z których wiek dojrzały osiągnęło czworo, w tym wspomniany syn Anthony oraz córka Cora, psychoterapeutka, popularyzatorka rekreacji na świeżym powietrzu i organizatorka sportowych obozów dziecięcych. Zmarł Frederick Wilding 5 lipca 1945 w Christchurch.